# Thornton's
Thornton's was een restaurant dat in de periode 2002-2016 gevestigd was in het Fitzwilliam Hotel aan St. Stephen’s Green, Dublin, County Dublin, Ierland. Daarvoor was het restaurant gevestigd aan Portobello Road.
Het was een restaurant dat in de Michelingidsen van 2001 tot en met 2005 twee Michelinsterren bezat; in de periode 1996 tot en met 2000 en vanaf 2006 tot en met 2015 had het één Michelinster. Het restaurant sloot op 29 oktober 2016.
De chef-kok van Thornton's was Kevin Thornton.

## Trivia
- Kevin Thornton kocht het voormalige sterrenrestaurant Peacock Alley in 2002 nadat het Fitzwilliam Hotel de huurovereenkomst met Conrad Gallagher had ontbonden.[4]